# Austrodecus goughense
Austrodecus goughense är en havsspindelart som beskrevs av Stock, J.H. 1957. Austrodecus goughense ingår i släktet Austrodecus och familjen Austrodecidae. Inga underarter finns listade.